# Pleuragramma
Pleuragramma is een monotypisch geslacht van straalvinnige vissen uit de familie van de ijskabeljauwen (Nototheniidae).

## Soort
- Pleuragramma antarctica Boulenger, 1902